# WISPA World Grand Prix Finals 2001/02
Die WISPA World Grand Prix Finals 2001/02 fanden vom 24. bis 28. April 2002 in Doha, Katar, statt. Die World Grand Prix Finals waren Teil der WSA World Tour 2001/02 und mit 60.000 US-Dollar dotiert.
Im Finale trafen die topgesetzten Spielerinnen Sarah Fitz-Gerald und Carol Owens aufeinander. Fitz-Gerald, die das Turnier bereits im Vorjahr gewonnen hatte, setzte sich erneut durch. Sie besiegte Owens mit 6:9, 5:9, 9:5, 9:7 und 9:4.

## Ergebnisse

### Gruppe A

#### Tabelle
| Pos. | Setzliste | Spielerin         | Spiele | Sätze | Punkte |
| ---- | --------- | ----------------- | ------ | ----- | ------ |
| 1    | 1         | Sarah Fitz-Gerald | 3:0    | 9:0   | 81:22  |
| 2    | 4         | Linda Charman     | 2:1    | 6:3   | 65:43  |
| 3    |           | Stephanie Brind   | 1:2    | 3:7   | 49:67  |
| 4    |           | Suzanne Horner    | 0:3    | 1:9   | 23:86  |

#### Ergebnisse
| Spielerin         | Spielerin       | Ergebnis           |
| ----------------- | --------------- | ------------------ |
| Sarah Fitz-Gerald | Stephanie Brind | 9:0, 9:4, 9:1      |
| Linda Charman     | Suzanne Horner  | 9:3, 9:1, 9:0      |
| Sarah Fitz-Gerald | Linda Charman   | 9:6, 9:2, 9:3      |
| Stephanie Brind   | Suzanne Horner  | 9:1, 9:1, 5:9, 9:2 |
| Sarah Fitz-Gerald | Suzanne Horner  | 9:0, 9:4, 9:2      |
| Linda Charman     | Stephanie Brind | 9:7, 9:3, 9:2      |

### Gruppe B

#### Tabelle
| Pos. | Setzliste | Spielerin       | Spiele | Sätze | Punkte |
| ---- | --------- | --------------- | ------ | ----- | ------ |
| 1    | 2         | Carol Owens     | 3:0    | 9:1   | 85:28  |
| 2    | 3         | Cassie Campion  | 2:1    | 6:3   | 65:46  |
| 3    |           | Rachael Grinham | 1:2    | 4:8   | 58:90  |
| 4    |           | Fiona Geaves    | 0:3    | 2:9   | 46:90  |

#### Ergebnisse
| Spielerin       | Spielerin       | Ergebnis                |
| --------------- | --------------- | ----------------------- |
| Carol Owens     | Fiona Geaves    | 9:1, 9:1, 9:3           |
| Cassie Campion  | Rachael Grinham | 9:3, 9:0, 9:7           |
| Carol Owens     | Rachael Grinham | 9:0, 9:3, 4:9, 9:0      |
| Cassie Campion  | Fiona Geaves    | 9:6, 9:0, 9:3           |
| Carol Owens     | Cassie Campion  | 9:3, 9:5, 9:3           |
| Rachael Grinham | Fiona Geaves    | 3:9, 9:4, 6:9, 9:7, 9:3 |

### Halbfinale
| Spielerin         | Spielerin      | Ergebnis                |
| ----------------- | -------------- | ----------------------- |
| Sarah Fitz-Gerald | Cassie Campion | 9:2, 6:9, 9:6, 7:9, 9:7 |
| Carol Owens       | Linda Charman  | 9:1, 9:0, 9:2           |

### Finale
| Spielerin         | Spielerin   | Ergebnis                |
| ----------------- | ----------- | ----------------------- |
| Sarah Fitz-Gerald | Carol Owens | 6:9, 5:9, 9:5, 9:7, 9:4 |